# Валитово городище
Валитово городище — русская крепость XV—XVIII веков, которая по легенде была основана новгородцем Валитом.

## Легенда об основании
Название крепости произошло от имени новгородского посадника Валита, который, согласно преданиям народов Поморья, впервые записанным князьями Г. Б. Васильчиковым и С. Г. Звенигородским в 1592 году в Коле, построил в районе Варенгского летнего погоста большую каменную кладку, именовавшуюся «Вавилон». Также им были основаны «загорода» в Валитовой губе и в Коле.

## Географическое расположение
Согласно преданию Валитово городище располагалось в устье реки Ворьема на острове.
Место постройки впервые было описано в «старой разрядной росписи» 70-х годов XVI века, на основе которой было составлено первое общее географическое описание российских территорий. В росписи отмечалось: «А от Паза реки морским берегом 20 верст, пала в море речка Денга, да речка Воема. А промеж ими берегом 30 верст. А промеж тех речек Волитово городище. А от тех речек морским берегом до усть реки Печени 30 верст…»

## Место в истории
В XVI веке при территориальных спорах с Данией существование этой крепости выдвигалось русскими как аргумент принадлежности прилегающей местности к территории Российского государства.
Вскоре после воцарения Бориса Годунова Россия и Дания продолжили старые территориальные споры о северных землях. В 1601 году король Христиан IV направил в Москву своих послов Эске-Брока и Карла Бриске, которые в доказательство принадлежности датскому королю земель Кольского полуострова ссылались на историю Самсона Грамматика и Мюнстерову космографию, а также утверждали, что и сами русские с давних пор зовут Лапландию мурманской или норвежской землей. В свою очередь, знатный дворянин И. С. Ржевский и дьяк Дмитриев — посланники царя Бориса в Копенгагене — утверждали, что спорные территории принадлежат России на том основании, что новгородский священник Илия крестил местных жителей в период правления Василия III, а в дополнение приводили и предание о Валите, относя его деятельность к 1480-м годам.
В «Истории государства Российского» Николай Михайлович Карамзин приводил следующую версию легенды: «Жил некогда в Кореле или Кексгольме знаменитый владетель именем Валит или Варент, данник Великого Новагорода, муж необычной храбрости и силы: воевал, побеждал и хотел господствовать над Лопью или Мурманскою землею. Лопари требовали защиты соседственных норвежских немцев; но Валит разбил и немцев там, где ныне летний погост Варенгский и где он, в память векам, положил своими руками огромный камень в вышину более сажени; сделал вокруг его твердую ограду в двенадцать стен и назвал её Вавилоном: сей камень и теперь именуется Валитовым. Такая же ограда существовала на месте Кольского острога. Известны еще в земле Мурманской губа Валитова и городище Валитово среди острова или высокой скалы, где безопасно отдыхал витязь корельский. Наконец побежденные немцы заключили с ним мир, отдав ему всю Лопь до реки Ивгея. Долго славный и счастливый, Валит, именем христианским Василий, умер и схоронен в Кексгольме, в церкви Спаса; лопари же с того времени платили дань Новугороду и царям московским».
Также поселение Воликово Городище, расположенное на Кольском полуострове, упоминалось в книге голландского путешественника А. Дееля «Провинция: Кольский остров или Русская Лапландия», изданной в 1747 году.

## Поиски городища
Одна из первых экспедиций была организована в 1983 году мурманским краеведом Михаилом Орешетой. Исследователи проводили безуспешные поиски на советском побережье Варангер-фьорда. Позже Орешета понял, что городище должно быть расположено на земле, отданной Норвегии по договору о границах 1826 года. В 2001 году он совместно со своим норвежским коллегой Валингом Гортером произвёл повторные поиски с использованием старинных карт, но они вновь не увенчались успехом.
В 2003 году в ходе научной экспедиции исследователями В. Гертнером, А. Куратовой, О. Миятинен и М. Орешетой в районе возможного места расположения крепости были обнаружены остатки фундаментов, укрытия в скалах, искусственные дамбы, наскальные рисунки.